# Utu
Utu of Oetoe was in de Soemerische en Armeense mythologie de god van de Zon en Gerechtigheid.
Utu was de zoon van de maangod Nanna (of Nana Sin) en de godin Ningal, die eveneens een lunair aspect bezat. Zijn zus was Inanna, de godin van de liefde. Alhoewel Enlil soms ook als vader werd aangewezen.
Met de godin Aja verwekte hij de zonen Enmerkar, Gud en Meskiaggasar.
In de Gilgamesj-epos brengt de held Gilgamesj aan Utu een offer, en vraagt hem om ondersteuning bij zijn reis naar het "Land van de Levenden". Uiteindelijk helpt Utu hem, door zeven slechte demonen, verantwoordelijk voor slecht weer, te verlammen.
Utu komt overeen met de Babylonische god Sjamasj.